# یشیل‌یورت (گرگر)

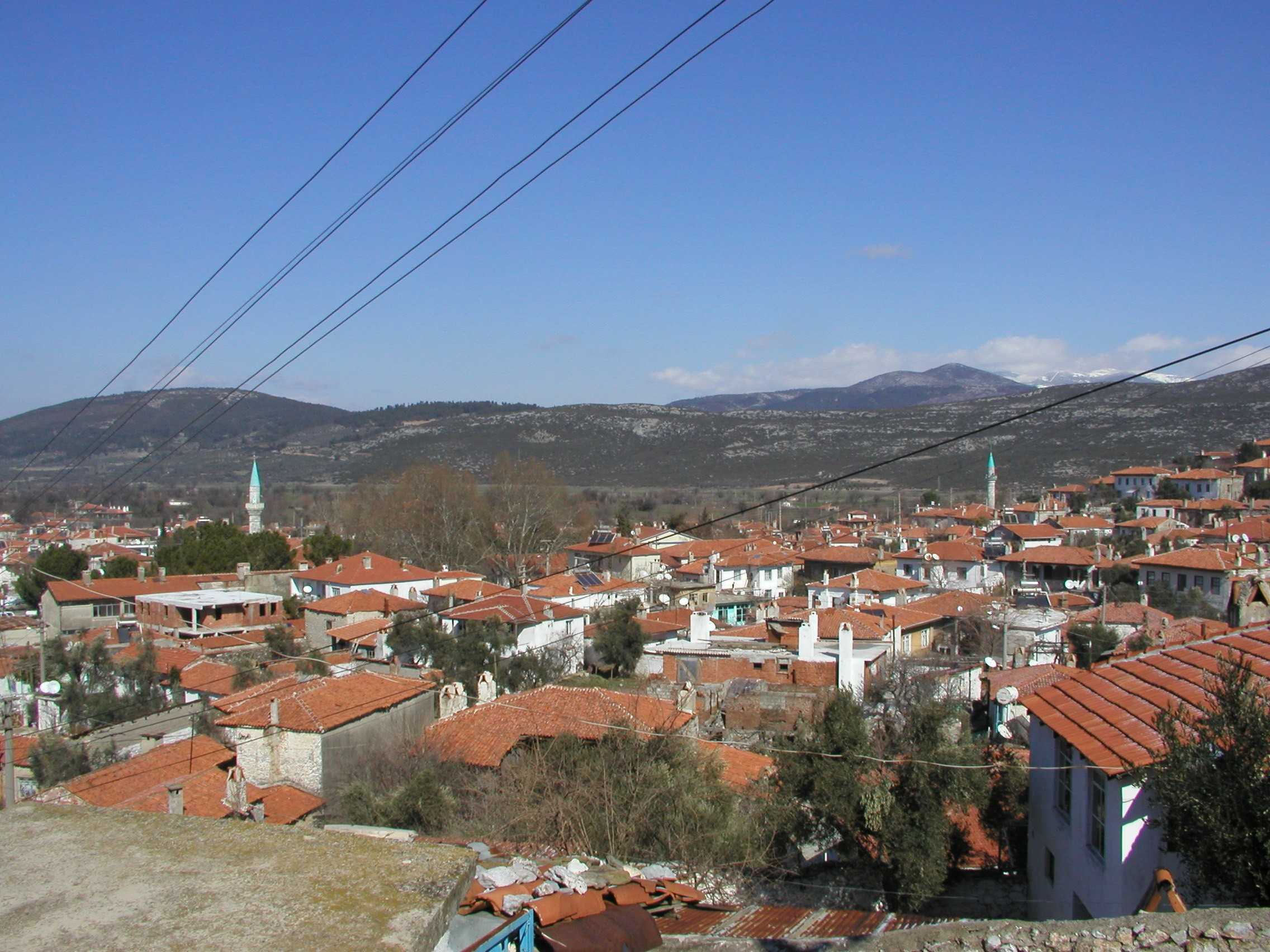
یشیل‌یورت منطقهٔ مسکونی در ترکیه

یشیل‌یورت (به ترکی استانبولی: Yeşilyurt) (به کردی: Vank) یک منطقهٔ مسکونی در ترکیه است که در گرگر، آدیامان واقع شده‌است.